# Xanthandrus azorensis
Xanthandrus azorensis är en tvåvingeart som beskrevs av Frey 1945. Xanthandrus azorensis ingår i släktet malblomflugor, och familjen blomflugor. Inga underarter finns listade i Catalogue of Life.